# Snídaně v trávě
Snídaně v trávě (francouzsky Le Déjeuner sur l'herbe, původní název Koupel, francouzsky Le Bain) je olejomalba francouzského malíře Édouarda Maneta z let 1862 až 1863. Obraz je v současnosti vystaven v pařížském Muzeu Orsay, raná menší verze se nachází v Londýně v Courtauldově institutu umění.
Obraz je považován za moderními prostředky provedenou transpozici (záměnu) obrazů renesančních mistrů: Venkovský koncert od Tiziana a Paridův soud od Raffaela. Manet se snažil tímto obrazem vytvořit dílo, které bude zároveň klasické a moderní.

## Popis
Olejová malba o rozměrech 208 a 264,5 cm   je  skupinovým portrétem čtyř rozdílných lidí. V ústřední části obrazu sedí nahá žena ve společnosti dvojice módně oblečených mužů na pikniku v lesíku u vody. Její předlohou byla Manetova oblíbená modelka Victorine Meurentová. Ta se až vyzývavě dívá přímo na diváka obrazu. Její pohled nevyjadřuje žádný pocit studu z nahoty.  
V pozadí se nachází perspektivně špatně zobrazená spoře oděná dívka, která se sklání k vodní hladině, jako by si omývala nohy. Svou nesprávnou velikostí v porovnání s ostatními působí, jako kdyby nad nimi levitovala. Podle ní se obraz původně jmenoval Koupel. Dílo může na diváka působit nepřirozeně, jelikož nemá realistické stíny. Hlavní postavy obrazy jsou nasvíceny napřímo, podobně jako pod reflektory na divadelním jevišti. Nejsou zde například náznaky toho, jak světlo prosvítá skrz stromy.
Na levé spodní části obrazu se nachází samotná snídaně, tedy zátiší s ovocem a pečivem. Jsou zde pohozeny také Victorininy šaty.

## Ohlas
Obraz roku 1863 odmítla porota Salonu, a tak jej Manet spolu se dvěma dalšími vystavil na Salonu odmítnutých. Pro svůj erotický a v té době nezvyklý námět vyvolal obraz rozruch a spory. Některé umělce inspiroval, jiným, například Odilonu Redonovi se obraz nelíbil. O díle hovoří také Marcel Proust ve svém Hledání ztraceného času. Jeden výklad obrazu je, že líčí bujnou prostituci v Boulogneském lesíku, velkém parku na západním okraji Paříže. Prostituce byla v Paříži běžná, ale téma bylo považováno za umělecké tabu. Boulogneský les je dodnes[kdy?] známý jako místo pro vyhledávání prostitutek a nedovolené sexuální aktivity po setmění, stejně jako tomu bylo v 19. století. Francouzský spisovatel a představitel naturalismu Émile Zola o obrazu napsal:
Snídaně v trávě je největší dílo Édouarda Maneta, v němž si realizuje sen všech malířů: umístit do krajiny postavy v jejich přirozené vznešenosti. Vidíme sílu, s níž tento problém vyřešil. Vidíme listoví, kmeny stromů v pozadí, řeku, ve které se koupe žena v košilce; v popředí sedí dva mladí muži naproti druhé ženě, která právě vyšla z vody a suší svou nahou kůži pod širým nebem. Tato nahá žena skandalizovala veřejnost, která na plátně vidí jen ji. Můj bože! Jaká neslušnost: žena bez sebemenšího zakrytí mezi dvěma oblečenými muži! To přece nebylo nikdy viděno. A tato víra je veliký omyl, protože v Louvru je více než padesát maleb, na kterých jsou ukázány společnosti osob oblečených a nahých. Nikdo však nepůjde do Louvru vyvolávat skandál. Dav se navíc nechal přesvědčit, aby neposuzoval Snídani v trávě jako opravdové umělecké dílo; vidí v něm jen nějaké piknikující osoby, které se právě vykoupaly. Dav věří, že umělec záměrně vložil obscénní téma do obrazu, zatímco umělec se jednoduše snažil zobrazením protikladů rozechvět veřejnost. Malíři, zejména Édouard Manet, který je analytickým malířem, nemají takové zaujetí pro toto téma, které nadmíru trápí dav; předmět je pouze záminkou k malování, zatímco pro dav existuje jediný subjekt. A to, že nahá žena na takovém obraze je zde jen proto, aby umělci poskytla příležitost malovat trochu masa. To, co je třeba vidět na obraze, není jen Snídaně v trávě; je to celá krajina, její vitalita a její jemnost, krajina je zobrazena pevná a solidní; vpředu lehké lahůdky, které jsou jemně modelovány světlem stejně jako modelka a její pružné a silné tělo, v pozadí zaujme silueta ženy v košilce, která vytváří nádhernou skvrnu bílé uprostřed zeleně listů. Stručně řečeno, tato velká kompozice je plná atmosféry, tento kout přírody, zobrazený s jednoduchostí tak prostou; to vše lze v této scenérii obdivovat, umělec vložil do své scény všechny vzácné v ní obsažené jednotlivosti.

## Stejnojmenný obraz Clauda Moneta

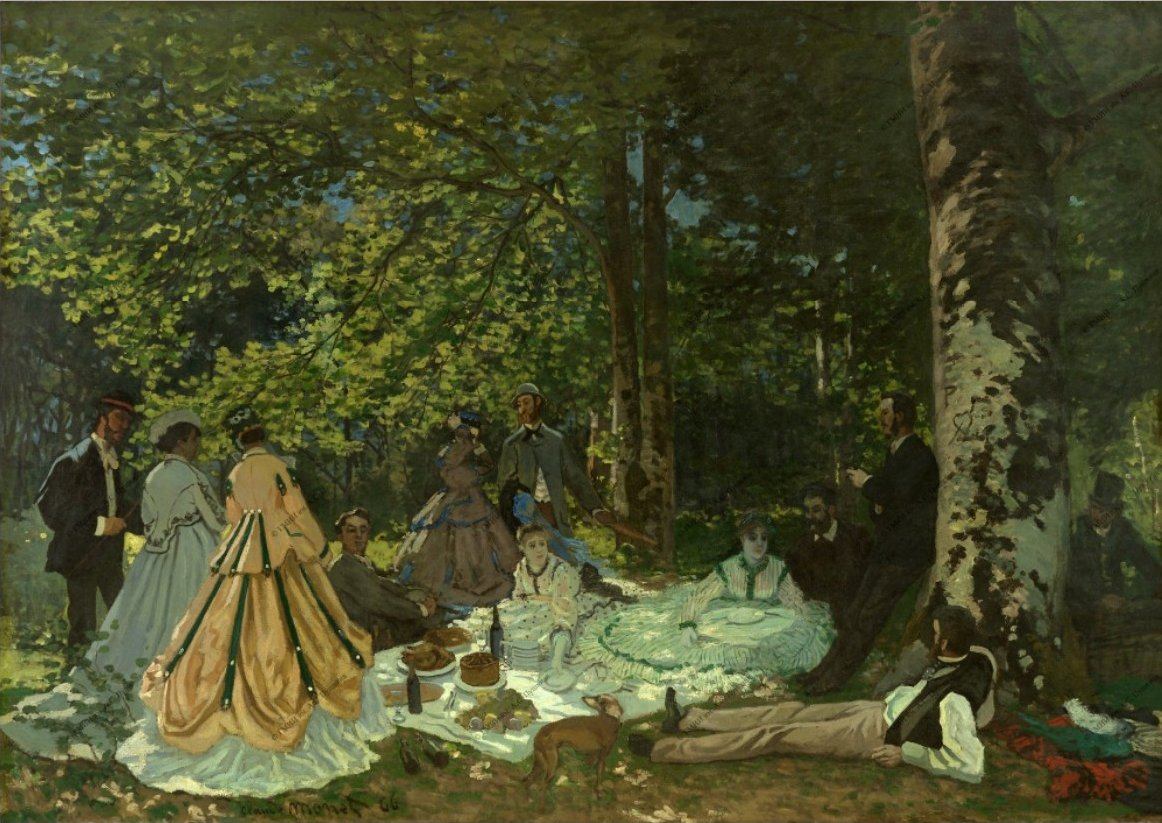
Claude Monet: Snídaně v trávě (Puškinovo muzeum Moskva)

V roce 1865 se  Claude Monet rozhodl namalovat velkou figurální kompozici na námět  Manetova obrazu Snídaně v trávě. Rozměrný obraz (6 × 5 metrů) představující piknik šesti párů na mýtině Fontainebleuského lesa však jeho přátelé podrobili kritice. Nedokončený obraz  Monet nakonec prodal svému věřiteli, který ho srolovaný uložil ve sklepě. Kolem ubrusu prostřeného na zemi posedávají lidé ve společenských oděvech – Monetovi přátelé. Modelem pro ženské postavy byla jeho budoucí manželka Camille Doncieux, mezi muži se objevují Gustave Courbet a Frédéric Bazille. Monet dostal obraz po mnoha letech zpět, ale poničený. Proto plátno rozřezal a vybral pouze tři fragmenty, které opravil. Skicu celého obrazu vlastní Puškinovo muzeum v Moskvě.